# George Habash
George Habash (arabisk جورج حبش) (født 2. august 1926 i Lydda, Palæstina, død 26. januar 2008 i Amman, Jordan) var en palæstinensisk leder. Han var fra 1967 til 2000 generalsekretær for den palæstinensiske organisation Folkefronten til Palæstinas Befrielse (PFLP). Han var en stærk rival til den mere moderate leder af PLO, Yasser Arafat. 
Han blev født i en græsk-ortodoks familie. Familien blev flygtninge under krigen i 1947-48. Efter at have studeret medicin ved American University of Beirut i Libanon arbejdede han som læge i palæstinensiske flygtningelejre i Amman, og arrangerede sig i den panarabiske "bevægelse af arabiske nationalister" (حركة القوميين العرب).
Efter de arabiske staters nederlag i Seksdageskrigen i 1967 blev han inspireret af marxist-leninismen. Dette førte til grundlæggelsen af PFLP i 1967. I 70'erne var denne organisation særligt kendt for sine flykapringer. 
George Habash trak sig i 2000 som generalsekretær af helbredsmæssige årsager. Efter dette boede han resten af sit liv i Amman i Jordan. 
Han var gift og efterlader sig en datter.

## Citater
| Citat                                                   | Mennesker, der lever under forskellige omstændigheder, tænker i forskellige baner. | Citat |
| George Habash's tale på Continental Hotel, 12.juni 1970 |                                                                                    |       |